# Кастро, Хулио
Хулио Кастро Перес (исп. Julio Castro Pérez; 13 ноября 1908, Ла-Крус, Флорида — 3 августа 1977, Монтевидео) — уругвайский педагог, журналист и общественно-политический. Жертва военной диктатуры.

## Биография
Сын крестьянина, он, как и десять его братьев и сестёр, окончил сельскую школу № 9 в департаменте Флорида. Ранний интерес к педагогическим вопросам и высокие результаты в учёбе позволили ему получить стипендию на обучение в педагогической школе для мальчиков имени Хоакина Санчеса в Монтевидео.
В 1928 году, вместе с Карлосом Кихано, стал одним из основателей демократическо-социальной фракции, входившей в Независимую национальную партию. В 1930 году совместно с Кихано и Артуро Ардао основал газету «Эль-Насьональ», которая впрочем закрылась уже в следующем году из-за финансовых трудностей. В марте 1932 года эта же группа вместе с другими соратниками основала еженедельник «Аксьон», который в 1933 году выступил против диктатуры Терры. В 1935 году Кастро участвовал в вооружённой борьбе под руководством лидера Национальной партии Басилио Муньоса. Был за это арестован и содержался в тюрьме в Ривере. В июне 1939 года, снова с Кихано и Ардао, основал еженедельник «Марча», стал его главным редактором и руководил этим изданием до самого его закрытия диктатурой 22 ноября 1974 года.
1 августа 1977 года был схвачен среди бела дня на улице Монтовидео, препровождён в тайный центр пыток, где и убит 3 августа. До 2011 года считался «без вести пропавшим», пока, наконец, его останки не были обнаружены в тайном захоронении в окрестностях Толедо.

## Работы
- Vida de Basilio Muñoz. Hombre de ayer, de hoy y de mañana. 1938 (соавтор Артуро Ардао)
- El analfabetismo. 1939
- Programas escolares. 1940
- El banco fijo y la mesa colectiva. 1942
- La escuela rural en el Uruguay. 1944
- Coordinación entre primaria y secundaria. 1949
- Cómo viven „los de abajo“ en los países de América Latina. 1949